# Verklicker

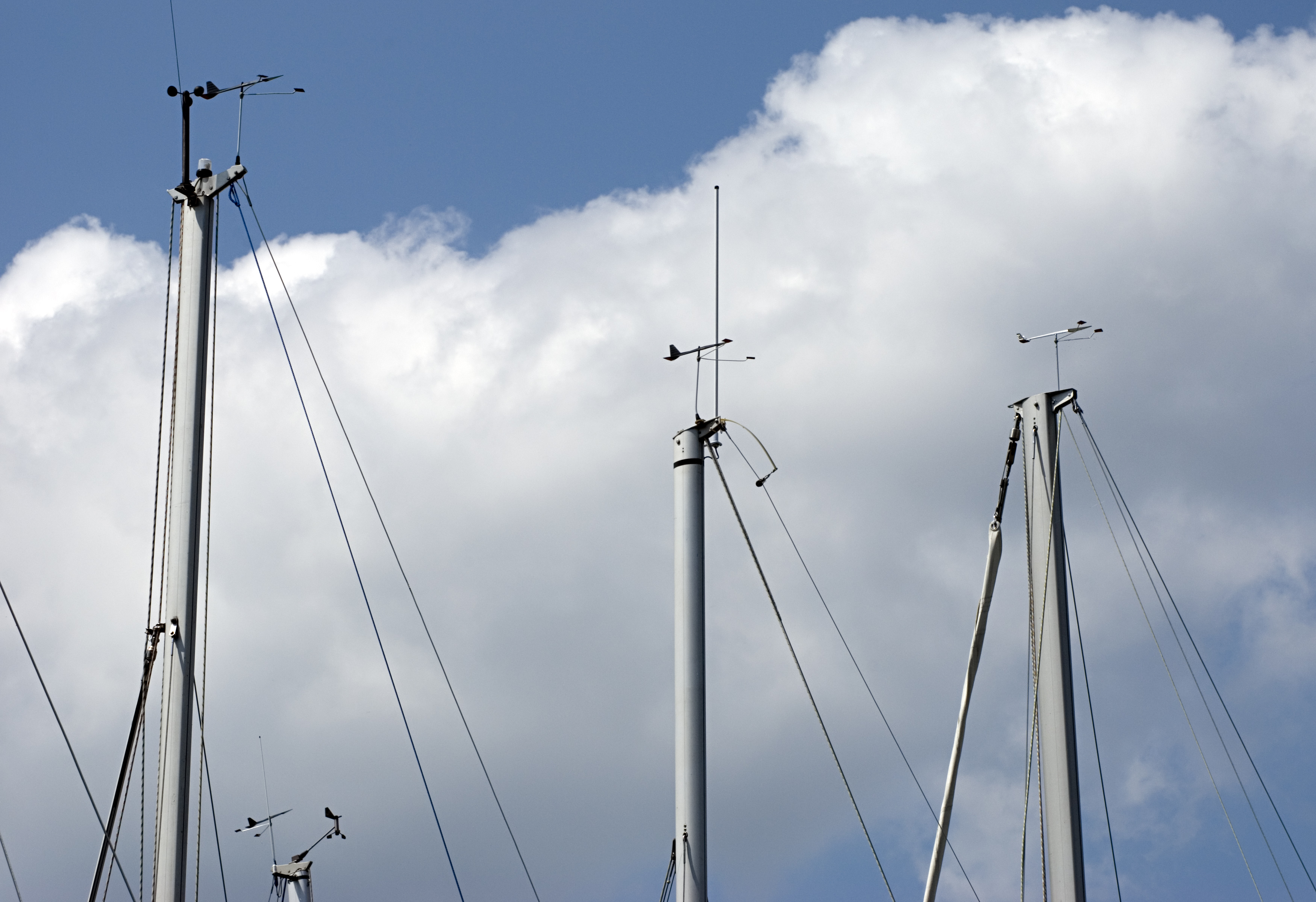
Windrichtungsanzeiger im Masttopp

Der Verklicker ist ein Windanzeiger auf einem Segelboot. Er gibt die Richtung des scheinbaren Windes an.
Die Bezeichnung ist schon für das 19. Jahrhundert belegt und entstammt vermutlich der Seemannssprache. Er bezeichnet ursprünglich nur die an der Mastspitze (dem Masttopp) befestigten Wimpel, Fähnchen oder (Vereins-)Stander, die Seeleuten und Freizeitseglern die Richtung des Bordwinds „verklickerten“, also deutlich machten. Heute werden oft auch technisch aufwendigere Windanzeiger in anderer Bauform Verklicker genannt.

## Einsatzzweck und Anforderungen

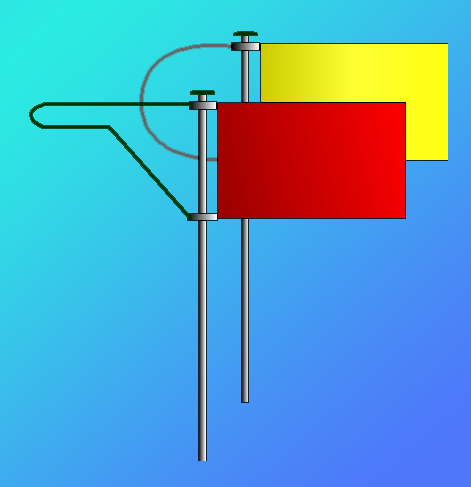
Verklicker in Standerform

Verklicker dienen beim Segeln vorrangig zur Beobachtung des Kurses zum Wind und von Änderungen des Windeinfallswinkels. Sie werden vor allem zur Optimierung von Segeltrimm und Bootskurs benötigt.
Für eine Erfassung oder gar Messung der tatsächlichen Windverhältnisse in der Umgebung eignen sich Verklicker nicht: Ist ein Boot in Fahrt, zeigt jeder Windrichtungsanzeiger an Bord nicht mehr den wahren, meteorologischen Wind an. Dieser wäre nur  von einem unbewegten Standort aus feststellbar.  Er zeigt stattdessen  den scheinbaren oder Bord-Wind, der sich aus der (vektoriellen) Summe von wahrem Wind und Fahrtwind ergibt. Um aus der Stellung eines Verklickers auf die Richtung des wahren Windes zu schließen, muss also die eigene Bewegung gegenüber der Erdoberfläche berücksichtigt werden.
Will man an Bord ein Instrument zur Windbestimmung nutzen, entstehen durch die Effekte der Luftumströmung von Segeln und Fahrzeug besondere Probleme, die zumindest durch eine geeignete Standortwahl zu berücksichtigen sind. Verklicker werden deshalb bevorzugt im Masttopp oder in dessen Nähe montiert: sie werden dort am wenigsten vom Luftstrom um die Segel beeinflusst, haben Bewegungsspielraum und sind vom Cockpit aus nahezu jederzeit einsehbar. Im Hafen bietet dieser Ort zudem (relativen) Schutz vor den Riggs der sich im Schwell bewegenden Nachbarboote. Allerdings hat die Position an der Mastspitze auch Nachteile. So wirken sich dort bei Seegang die vom Mast übertragenen Schiffsbewegungen besonders drastisch aus, was bei der Interpretation der Verklickerausschläge zu berücksichtigen ist.
Als Anforderung an die mechanischen Eigenschaften von Verklickern ergibt sich daraus, dass einerseits Windrichtungsänderungen in Böen rasch erkannt werden sollen (Reaktionsfreudigkeit), andererseits soll nicht jede leichte Änderung der Bootskrängung gleich zu einem Umschlagen des Anzeigers führen (Bewegungsdämpfung). Daneben sollen Verklicker auch bei Blickrichtung gegen die Sonne noch problemlos erkennbar bleiben und zudem bei Nachtfahrten gut ablesbar sein. Sie sollen schließlich durch geringes Gewicht die Last im Masttopp nur unwesentlich erhöhen, sicher montierbar sein und die Funktion der weiteren dort installierten Schiffsausrüstung (Mastbeschläge, Fallrollen, Antennen, Positionslampen) nicht behindern.

## Bauformen

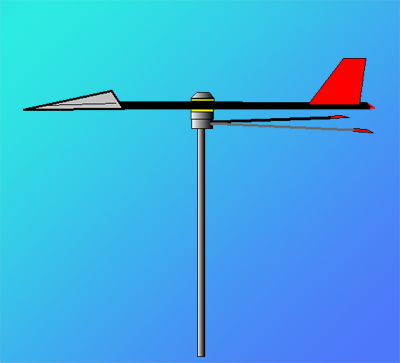
Windrichtungsanzeiger „Windex“

Wantenverklicker

Verklicker gibt es in unterschiedlichen Ausführungen und Bauformen:
- Auf Jollen verbreitet sind drehbar gelagerte, heute überwiegend viereckige und signalfarbene Stander (Windfähnchen) aus Kunststoff oder Segeltuch, die meistens mit einem Drahtrahmen verstärkt sind.
- Auf Yachten werden häufig pfeilförmige Windrichtungsanzeiger aus Kunststoff oder Edelstahl genutzt. Nach dem bekanntesten Markenprodukt werden Windrichtungsanzeiger dieser Art verallgemeinernd als „Windex“ bezeichnet. In hochwertiger Ausführung sind Yacht-Verklicker sehr leicht und leichtgängig gelagert, können mit einem einstellbaren Gewicht ausbalanciert sowie dank reflektierender Folien an Spitze und Heck auch nachts gut abgelesen werden. Zu ihnen gehört meistens auch ein einstellbares, ansonsten aber feststehendes Armpaar (Referenzzeiger) zur leichteren Abschätzung des Kurses zum Wind.
- Eher einen „Notbehelf“ stellen Wantenverklicker dar, drehbar gelagerte Windfähnchen oder -pfeile, die an einem Drahtwinkel in die Wanten eingehängt werden. Sie werden immer paarweise, an Backbord- und Steuerbord-Wanten, benötigt. Am Luvwant zeigen sie lagebedingt eine interpretationsbedürftige Mischung aus scheinbarem Wind und Strömungsverhältnissen am Großsegel an, am Leewant sind sie oft durch das Segel verdeckt.

## Weitere Windanzeiger und -messer beim Segeln

„Windbüdel“ oder „Flögel“

Elektronischer Kombigeber für Windrichtung und -geschwindigkeit

- Trimm- oder Windfäden sind beiderseits auf dem Segel oder an dessen Achterliek befestigte Wollfäden oder Plastikstreifen (und manchmal auch an den Wanten zu finden). Sie stellen die einfachste Art dar, den Strömungsverlauf des Windes an der Oberfläche der Segel sichtbar zu machen. Sie ermöglichen einen sehr exakten Segeltrimm.
- Windbüdel sind Windanzeiger auf meist größeren Traditionsschiffen. Bei ihnen handelt es sich um trichterförmige Windsäcke, wie sie auch von Autobahnbrücken oder von Flughäfen bekannt sind. Sie können beim Segeln nicht nur die Richtung des scheinbaren Windes anzeigen, sondern liefern auch Hinweise auf dessen Stärke. Sie sind auch als Flögel bekannt, wohl in Anlehnung an die holländischen Vleugel (‚Flügel‘), langgestreckte Windanzeiger auf Flachbodenschiffen mit einem Flögelholz als „Kopfbrett“, deren Farbe auch über den Einsatzzweck des Schiffs Auskunft gibt.
- Elektronische Messgeräte zur Windbestimmung finden zunehmend auch auf Sport- und Freizeitbooten Anwendung. Die Windrichtung wird dabei über elektronische Windrichtungsgeber (Richtungssensoren an herkömmlichen Windpfeilen oder -fahnen) ermittelt, die Windstärke durch ein Flügel- oder Schalenkreuz-Anemometer. Die per Draht oder Funk übertragenen Messergebnisse werden elektronisch ausgewertet und von Displays am Mast, im Cockpit oder auf einem Tochterdisplay am Navigationsplatz angezeigt. Bei einigen Bautypen können sie von weiteren nautischen Geräten verarbeitet oder aufgezeichnet (geloggt) werden. Zusammen mit weiteren Informationen (z. B. über die Fahrt des Schiffes) können Bordcomputer auch Betrag und Richtung des wahren Windes näherungsweise berechnen.